# Starostwo

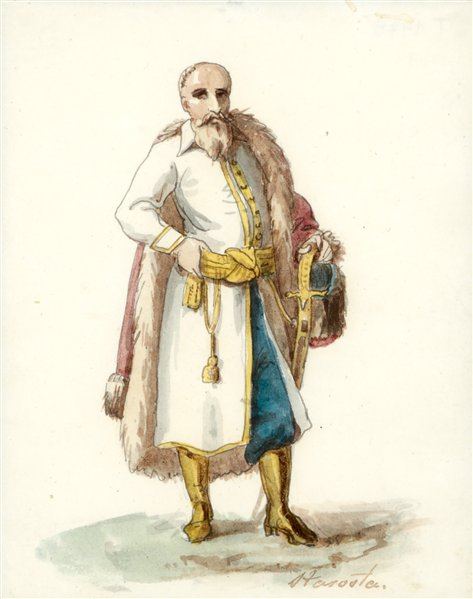
Starosta, di Kanuty Rusiecki, 1823

Lo Starostwo (letteralmente "anzianità") è un'unità amministrativa istituita a partire dal XIV secolo nella Corona del Regno di Polonia e successivamente nella Confederazione polacco-lituana fino alla spartizione della Polonia nel 1795. Gli Starostwo furono fondati nelle terre della corona (królewszczyzna). 
Nella attuale suddivisione amministrativa della repubblica polacca, il termine collegato starosta, che definiva la persona al vertice dello starostwo, è utilizzato per l'incarico di vertice del powiat.

## Starosta
Ogni starostwo era amministrato da un funzionario chiamato starosta. Lo starosta riceveva la carica dal re e la manteneva fino alla fine della sua vita. Di solito l'incarico garantiva un reddito significativo allo starosta. Il suo vice era variamente conosciuto come podstarosta, podstarości, burgrabia, włodarz o surrogator. 
I tipi di starosta includevano:
- Lo Starosta Generalny era il funzionario amministrativo di un'unità territoriale: poteva essere il rappresentante del re o del granduca oppure una persona direttamente responsabile.
- Starosta Grodowy era un funzionario a livello di contea (powiat) responsabile delle imposte, della polizia e dei tribunali, nonché dell'esecuzione delle sentenze giudiziarie.
- Starosta Niegrodowy era il sovrintendente delle terre della Corona.

### Powiat starosta
Quando la Polonia riacquistò l'indipendenza nel 1918 (fino allo scoppio della seconda guerra mondiale nel 1939) e nel 1944-1950, lo starosta era il capo dell'amministrazione del powiat (contea), subordinato al voivoda.
Dalla riforma del governo locale entrata in vigore il 1º gennaio 1999, lo starosta è il capo del consiglio esecutivo del powiat (zarząd powiatu) e il capo del powiat starostwo (parte dell'amministrazione del powiat), eletto dal consiglio del powiat (rada powiatu).